# ساختمان برادوی–چمبرز
ساختمان برادوی–چمبرز (انگلیسی: Broadway–Chambers Building) یک ساختمان تجاری در خیابان برادوی، منهتن، نیویورک است.
این ساختمان که در سال ۱۸۹۹ شروع به ساخت و در سال ۱۹۰۰ افتتاح شده‌است دارای ۱۸ طبقه و ۷۲ متر ارتفاع می‌باشد.

## نگارخانه

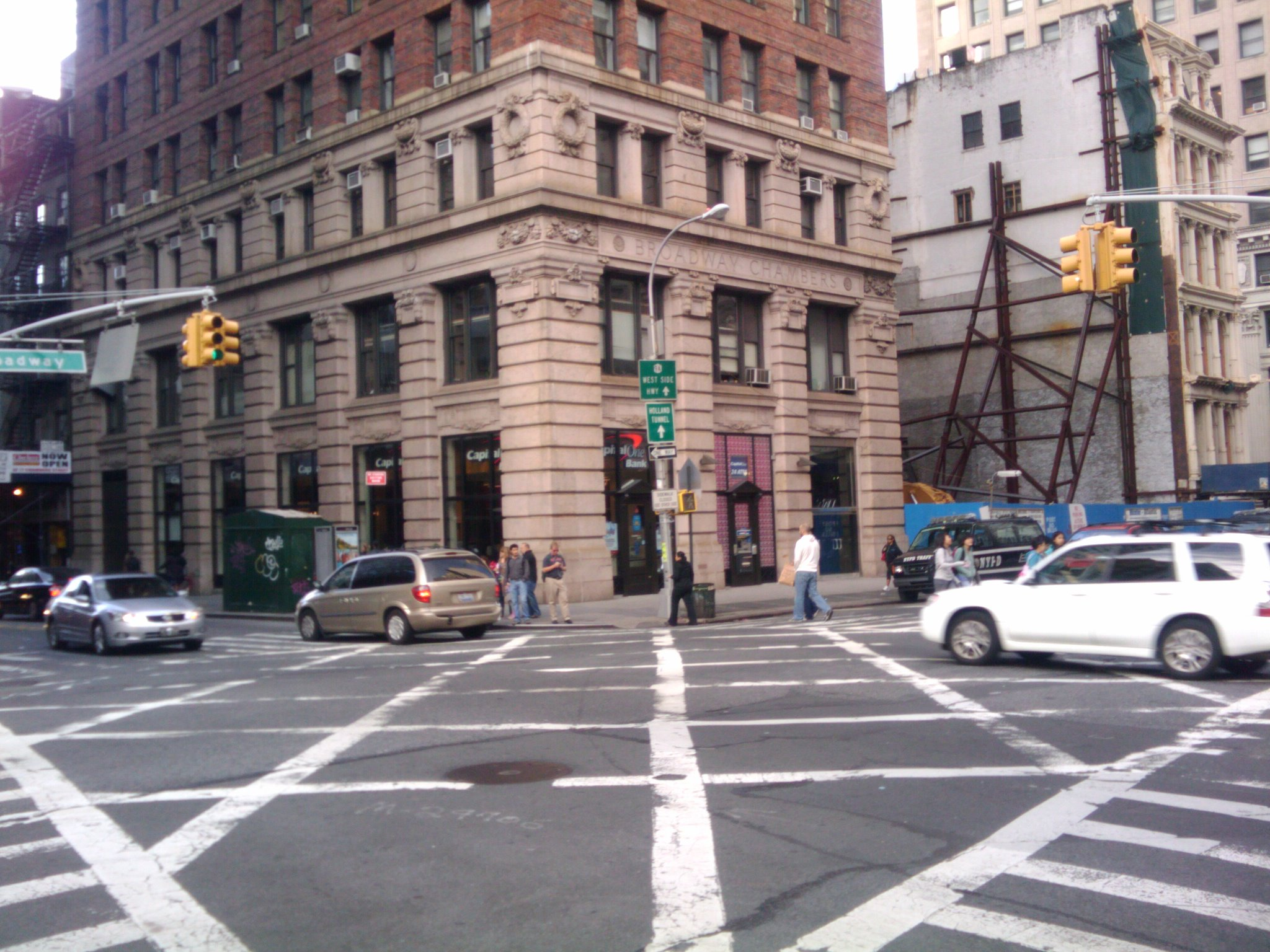
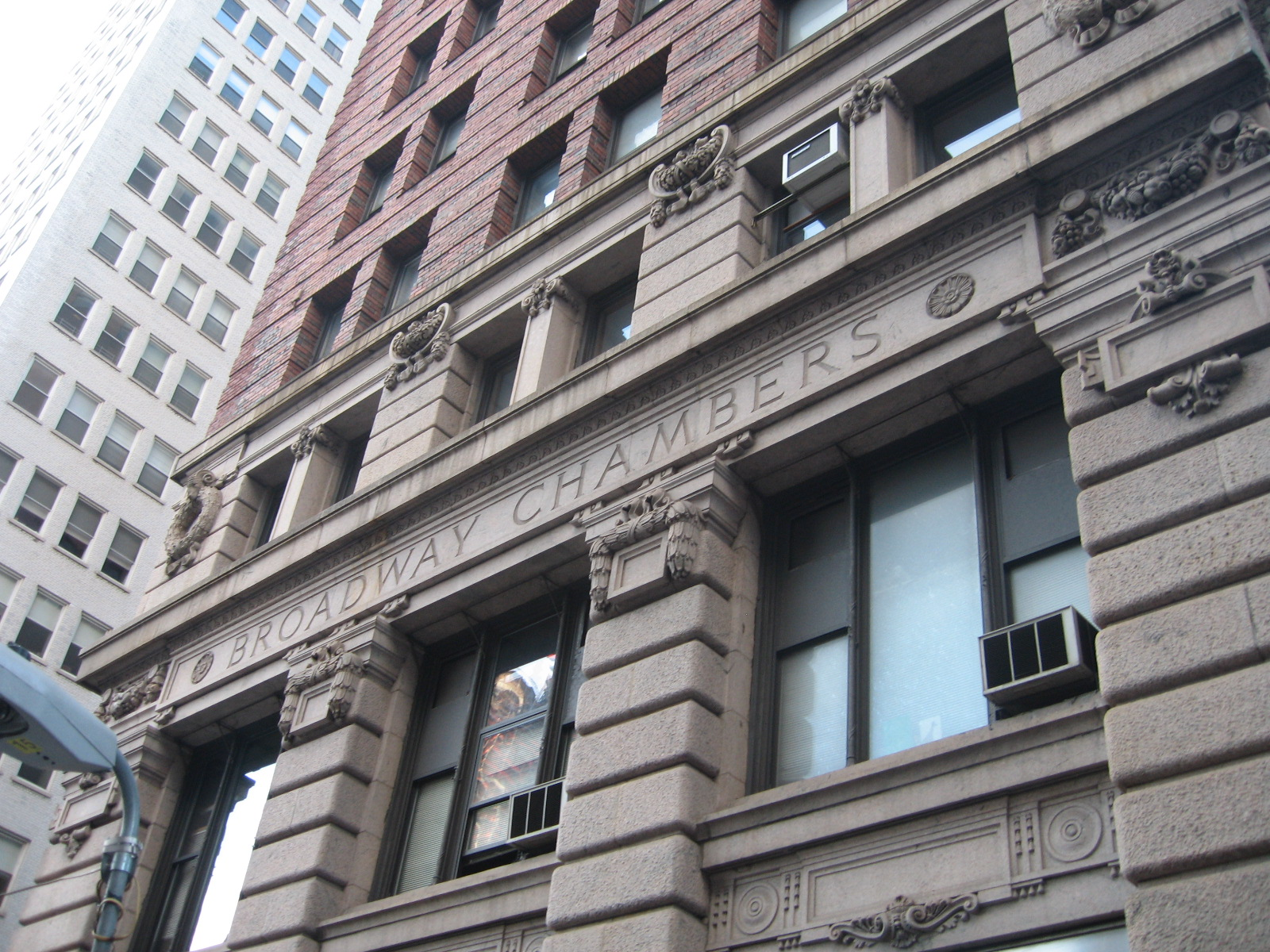
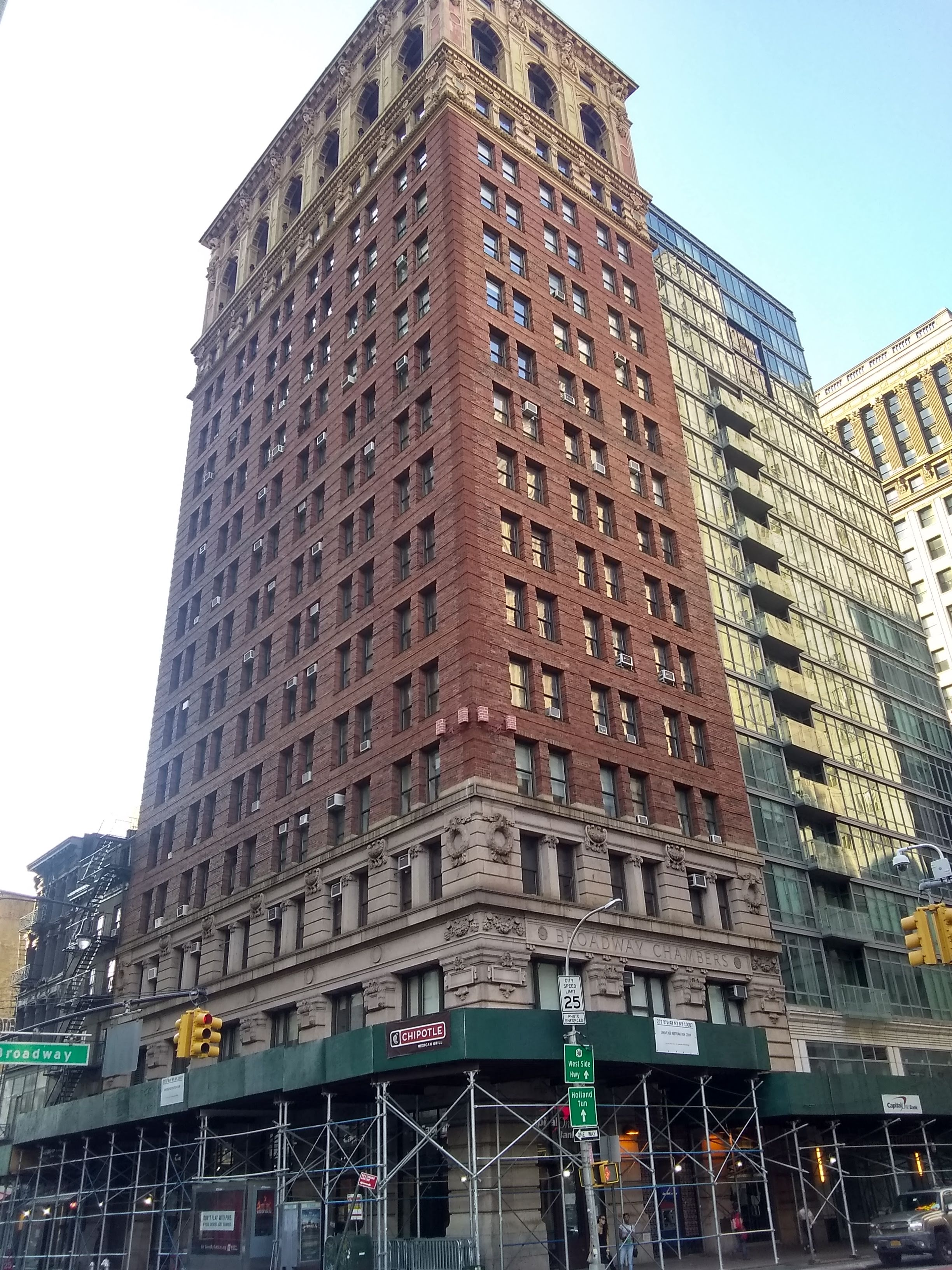
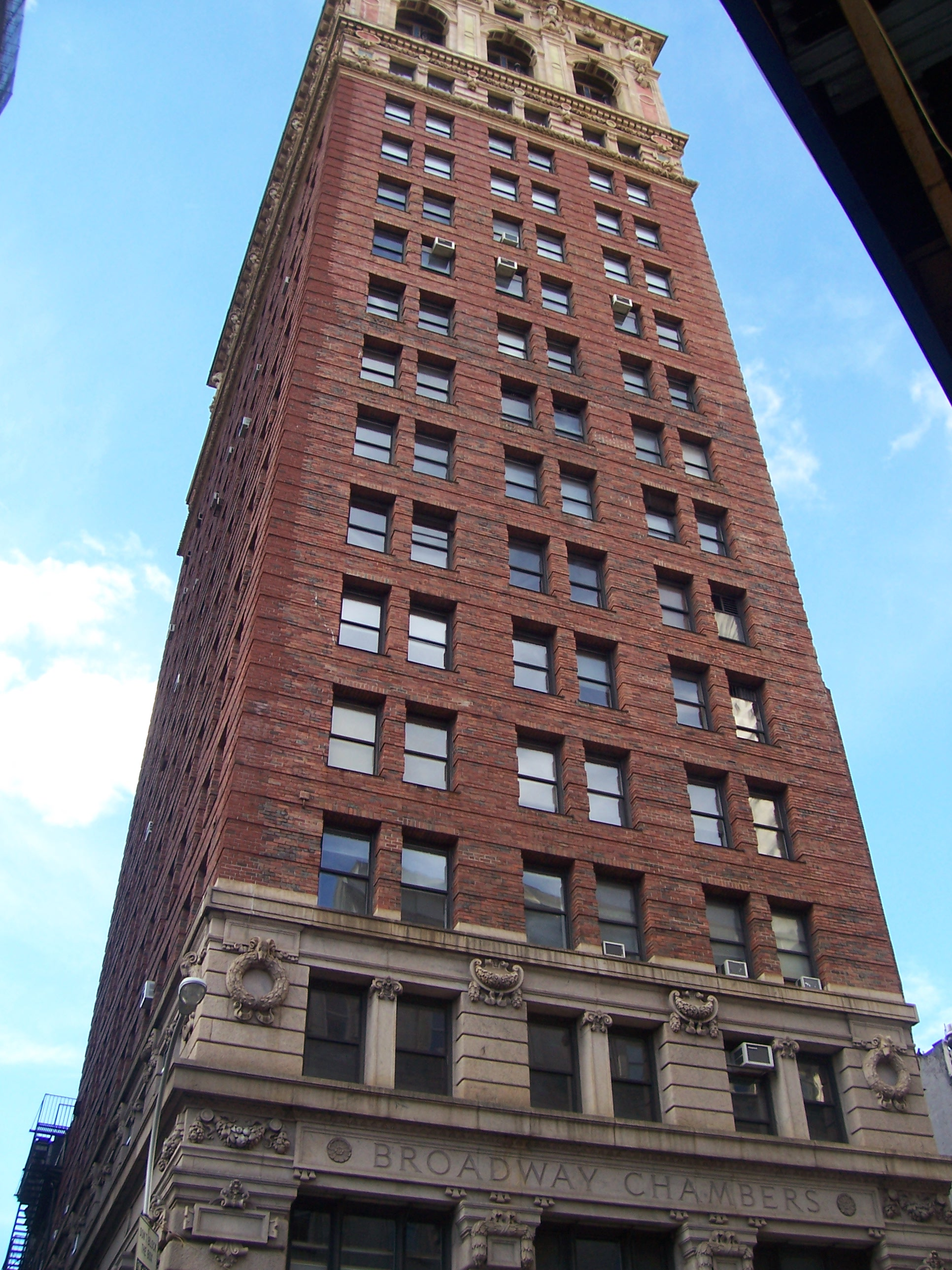